# Hazardní hráč (film)
Hazardní hráč (též Biliárový král, v anglickém originále Hustler) je americké sportovní filmové drama z roku 1961, které režíroval Robert Rossen. Vypráví příběh drobného kulečníkového podvodníka „Fast Eddieho“ Felsona, který vyzve legendárního hráče kulečníku Minnesota Fatse.
Ve filmu, který byl natočen podle stejnojmenného románu Waltera Tevise z roku 1959, hrají Paul Newman jako Fast Eddie, Jackie Gleason jako Minnesota Fats, Piper Laurie jako Sarah, George C. Scott jako Bert a Myron McCormick jako Charlie.
Hazardní hráč zaznamenal velký úspěch u kritiky i diváků a získal si pověst moderní klasiky. Jeho zkoumání vítězství, prohry a charakteru získalo řadu významných ocenění; připisuje se mu také zásluha na tom, že pomohl vyvolat obnovení popularity kulečníku. V roce 1997 vybrala Kongresová knihovna film k uchování v Národním filmovém registru Spojených států jako „kulturně, historicky nebo esteticky významný“. Filmový archiv Akademie film uchoval v roce 2003.
V pokračování filmu Barva peněz z roku 1986 si Newman zopakoval roli Felsona, za kterou získal svého jediného Oscara.

## Děj
"Fast Eddie" Felson a jeho partner Charlie cestují po malých městech, kde Eddie předstírá, že je namyšlený opilec, a vyprovokuje sázky na kulečník, které pak vyhraje. V Iowě vyzve legendárního Minnesota Fatse ke hře o 200 dolarů na partii. Eddie se dostane do vedení a zvyšuje sázky na 1 000 dolarů. Navzdory Charliho naléhání odmítá skončit. Když profesionální hazardní hráč Bert Gordon označí Eddieho za "losera", Fats souhlasí s pokračováním. Po 25 hodinách a láhvi bourbonu Eddie ztrácí všechny své výhry a odchází jen s 200 dolary.
Na autobusovém nádraží se Eddie seznámí s alkoholičkou Sarah Packard a nastěhuje se k ní. Charlie ho najde a snaží se ho přesvědčit, aby se vrátil k podvodům, ale Eddie ho odmítne, rozhodnutý znovu vyzvat Fatse. Když zjistí, že Charlie měl dost peněz, aby mu pomohl, obviní ho ze zbabělosti.
Eddie se přidá k pokerové partii s Bertem, který mu řekne, že má talent, ale žádný charakter. Nabízí mu financování za 75 % jeho výdělků, což Eddie odmítne. Pokouší se vyhrát peníze sám, ale po jedné výhře je napaden a zlomí mu palce. Po uzdravení přijme Bertovu nabídku – "25 % něčeho velkého je lepší než 100 % ničeho."
Společně se Sarah a Bertem cestuje do Kentucky na kulečníkový zápas proti bohatému Findleymu, ale místo poolu hrají tříbandový karambol. Eddie prohraje a Bert odmítne pokračovat. Sarah ho prosí, aby s ní odešel, protože tento svět je "zvrácený, pokřivený a zmrzačený", ale Eddie odmítne. Bert nakonec svolí k dalším sázkám a Eddie vyhraje 12 000 dolarů. Když se vrátí do hotelu, zjistí, že Sarah spáchala sebevraždu kvůli Bertovu sadismu.
Zlomený Eddie se vrací vyzvat Fatse, vsadí všechno a drtivě ho porazí. Bert požaduje polovinu výhry a hrozí mu zbitím, ale Eddie ho varuje, že pokud přežije, vrátí se ho zabít. Připomene mu Sarahinu smrt a donutí ho vzdát se nároku. Bert ho vyhání z profesionálních heren. Eddie si s Fatsem vymění komplimenty a odchází.